# Caterina d'Asburgo (duchessa di Calabria)
Caterina d'Austria, Duchessa di Calabria (Vienna, 1295 – Napoli, 18 gennaio 1323), è stata una nobile austriaca, appartenente alla casata degli Asburgo.
Era una dei figli di Alberto I di Germania e di Elisabetta del Tirolo. Era la settima di dodici figli. tra loro c'erano Rodolfo I di Boemia, Federico I d'Asburgo, Leopoldo I d'Asburgo, Alberto II lo Sciancato, Ottone IV d'Asburgo, Elisabetta, Anna ed Agnese.

## Biografia
Caterina fu fidanzata più volte prima del matrimonio. Il primo riguardava Filippo di Piemonte che era già stato sposato con Isabella di Villehardouin, ma da cui si era separato per ragioni politiche. Questa unione tra Caterina e Filippo non ebbe luogo e Filippo sposò Caterina de la Tour du Pin.
Caterina potrebbe essere stata promessa in sposa, successivamente, a qualcuno dal Ducato di Brabante, forse Giovanni II duca di Brabante. Se questo fidanzamento ha avuto luogo, fu rapidamente dissolto dai fratelli di Caterina perché il loro padre era stato ucciso ed era stato succeduto da Enrico del Lussemburgo che divenne Enrico VII di Lussemburgo. I fratelli fecero quindi sposare la sorella all'imperatore al fine di creare un'alleanza con lui. Tuttavia solo un anno dopo essere diventato imperatore, Enrico morì senza sposare Caterina.
Caterina si sposò infine nel 1316 con Carlo, duca di Calabria. Ebbero una figlia, Maria, nata nel 1321. Tuttavia, il matrimonio che Caterina e la sua famiglia avevano aspettato per tanto tempo non durò a lungo. Caterina morì a Napoli il 18 gennaio 1323. Fu sepolta a San Lorenzo Maggiore. Sua figlia morì nel 1328. 
Dopo la morte di Caterina, Carlo si risposò con Maria di Valois, che divenne la madre di Giovanna I di Napoli.

## Ascendenza
|                               |                              |                            | Genitori                 |  |  | Nonni |  |  | Bisnonni             |  |  | Trisnonni          |  |
|                               |                              |                            |                          |  |  |       |  |  | Alberto IV il Saggio |  |  | Rodolfo il Vecchio |  |
|                               |                              |                            |                          |  |  |       |  |  | Alberto IV il Saggio |  |  | Rodolfo il Vecchio |  |
|                               |                              | Agnese di Staufen          |                          |  |  |       |  |  | Alberto IV il Saggio |  |  |                    |  |
| Rodolfo I d'Asburgo           |                              |                            |                          |  |  |       |  |  | Alberto IV il Saggio |  |  |                    |  |
|                               |                              | Edwige di Kyburg           | …                        |  |  |       |  |  |                      |  |  |                    |  |
|                               |                              | Edwige di Kyburg           | …                        |  |  |       |  |  |                      |  |  |                    |  |
|                               |                              | Edwige di Kyburg           | …                        |  |  |       |  |  |                      |  |  |                    |  |
| Alberto I d'Asburgo           |                              | Edwige di Kyburg           |                          |  |  |       |  |  |                      |  |  |                    |  |
|                               |                              | Burcardo V di Hohenberg    | Burcardo IV di Hohenberg |  |  |       |  |  |                      |  |  |                    |  |
|                               |                              | Burcardo V di Hohenberg    | Burcardo IV di Hohenberg |  |  |       |  |  |                      |  |  |                    |  |
|                               |                              | Burcardo V di Hohenberg    | Valpurga di Aichelberg   |  |  |       |  |  |                      |  |  |                    |  |
| Gertrude di Hohenberg         |                              | Burcardo V di Hohenberg    |                          |  |  |       |  |  |                      |  |  |                    |  |
|                               |                              | Matilde di Tubinga         | Rodolfo II di Tubinga    |  |  |       |  |  |                      |  |  |                    |  |
|                               |                              | Matilde di Tubinga         | Rodolfo II di Tubinga    |  |  |       |  |  |                      |  |  |                    |  |
|                               |                              | Matilde di Tubinga         | ? di Ronsberg            |  |  |       |  |  |                      |  |  |                    |  |
| Caterina d'Asburgo            |                              | Matilde di Tubinga         |                          |  |  |       |  |  |                      |  |  |                    |  |
|                               | Mainardo I di Tirolo-Gorizia | Enghelberto III di Gorizia |                          |  |  |       |  |  |                      |  |  |                    |  |
|                               | Mainardo I di Tirolo-Gorizia | Enghelberto III di Gorizia |                          |  |  |       |  |  |                      |  |  |                    |  |
|                               | Mainardo I di Tirolo-Gorizia | Matilde di Andechs         |                          |  |  |       |  |  |                      |  |  |                    |  |
| Mainardo II di Tirolo-Gorizia | Mainardo I di Tirolo-Gorizia |                            |                          |  |  |       |  |  |                      |  |  |                    |  |
|                               |                              | Adelaide del Tirolo        | Alberto III di Tirolo    |  |  |       |  |  |                      |  |  |                    |  |
|                               |                              | Adelaide del Tirolo        | Alberto III di Tirolo    |  |  |       |  |  |                      |  |  |                    |  |
|                               |                              | Adelaide del Tirolo        | Uta di Frontenhausen     |  |  |       |  |  |                      |  |  |                    |  |
| Elisabetta di Tirolo-Gorizia  |                              | Adelaide del Tirolo        |                          |  |  |       |  |  |                      |  |  |                    |  |
|                               |                              | Ottone II di Baviera       | Ludovico I di Baviera    |  |  |       |  |  |                      |  |  |                    |  |
|                               |                              | Ottone II di Baviera       | Ludovico I di Baviera    |  |  |       |  |  |                      |  |  |                    |  |
|                               |                              | Ottone II di Baviera       | Ludmilla di Boemia       |  |  |       |  |  |                      |  |  |                    |  |
| Elisabetta di Baviera         |                              | Ottone II di Baviera       |                          |  |  |       |  |  |                      |  |  |                    |  |
|                               |                              | Agnese del Palatinato      | Enrico V del Palatinato  |  |  |       |  |  |                      |  |  |                    |  |
|                               |                              | Agnese del Palatinato      | Enrico V del Palatinato  |  |  |       |  |  |                      |  |  |                    |  |
|                               |                              | Agnese del Palatinato      | Agnese di Hohenstaufen   |  |  |       |  |  |                      |  |  |                    |  |
|                               |                              | Agnese del Palatinato      |                          |  |  |       |  |  |                      |  |  |                    |  |